# Fredric March

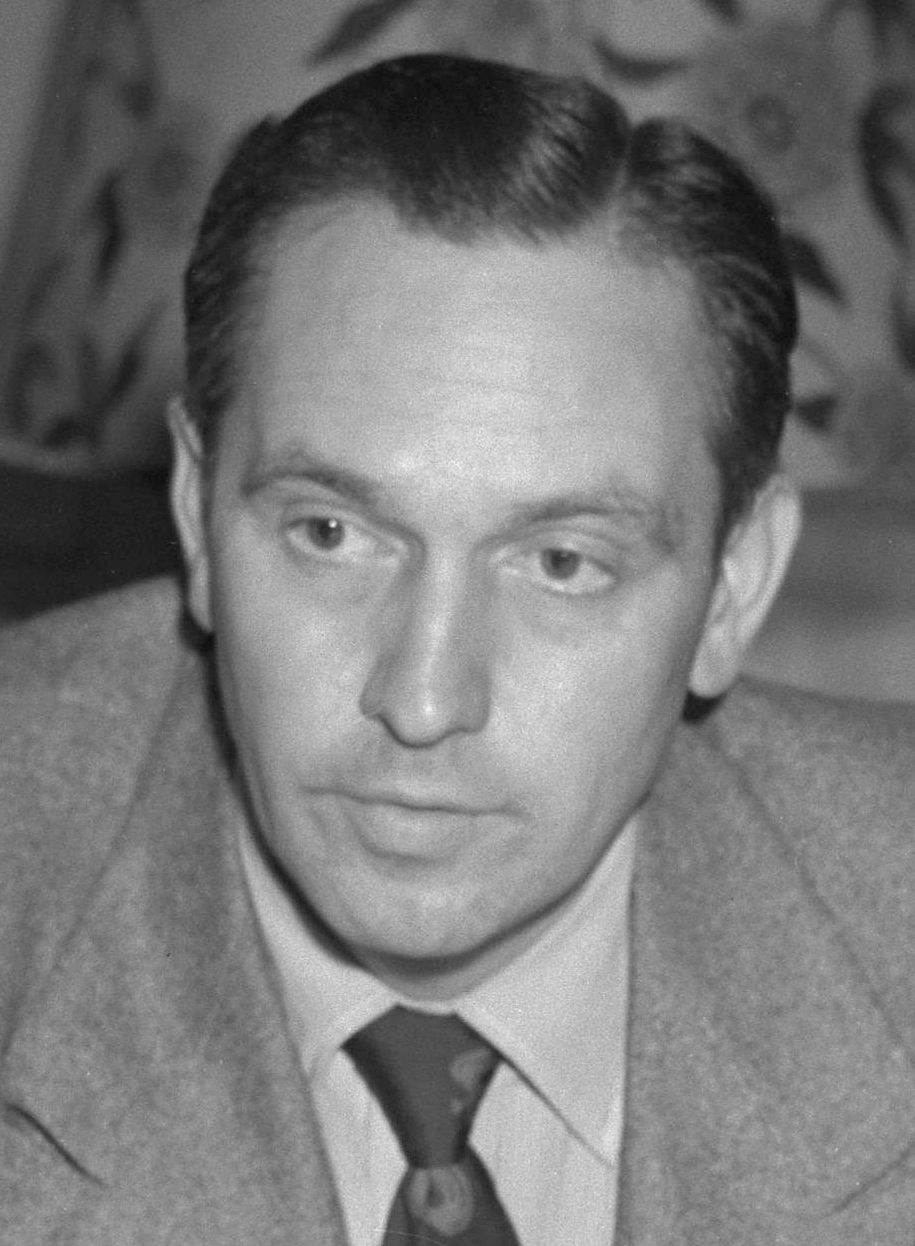
Fredric March (1940)

Fredric March (eigentlich Frederick Ernest McIntyre Bickel; * 31. August 1897 in Racine, Wisconsin; † 14. April 1975 in Los Angeles, Kalifornien) war ein US-amerikanischer Schauspieler, der in Hollywood mehr als drei Jahrzehnte lang zu den wandlungsfähigsten und angesehensten Charakterdarstellern zählte. Er gewann zweimal den Oscar als Bester Hauptdarsteller, für Dr. Jekyll und Mr. Hyde (1931) und Die besten Jahre unseres Lebens (1946). Am Broadway wurde er außerdem zweimal mit dem Tony Award ausgezeichnet.

## Leben

### Frühes Leben
Fredric March war der Sohn von Cora Brown Marcher (1863–1936), einer aus England eingewanderten Lehrerin, und des Eisenwarenhändlers John F. Bickel (1859–1941). Er wurde presbyterianisch erzogen und studierte Wirtschaft an der University of Wisconsin–Madison. Nach der Entlassung aus der Armee 1918, in die er wegen des Ersten Weltkriegs eingezogen wurde, plante March zunächst eine Karriere als Bankangestellter in New York City. Eine gefährliche Blinddarmentzündung ließ ihn seine Berufswahl überdenken und er wandte sich der Schauspielerei zu, für die er sich bereits vorher interessiert hatte. So hatte er bereits an der Universität Hauptrollen in einigen Amateur-Theaterproduktionen gespielt.

### Karriere
Nach kleineren Rollen im Vaudeville debütierte er 1920 als Bühnenschauspieler. Daneben übernahm er Statistenrollen in Stummfilmen, die Anfang der 1920er-Jahre in New York produziert wurden. Hier änderte er seinen Nachnamen von Bickel zum gefälliger klingenden Namen March, angelehnt an Marcher, den Mädchennamen seiner Mutter. Ab 1924 spielte er am Broadway, wo er bereits zwei Jahre später mit The Devil in the Cheese den Durchbruch schaffte. Der große Erfolg seiner John-Barrymore-Parodie in der Komödie The Royal Family of Broadway, der Filmadaption des Bühnenstücks The Royal Family von Edna Ferber und George Simon Kaufman, brachte ihm 1929 einen Fünfjahresvertrag mit Paramount, wo March rasch zu einem gefragten Darsteller aufstieg. Bereits in seinen ersten beiden Jahren erhielt March gute Rollen neben Ann Harding in Paris Bound, Ruth Chatterton in Wiegenlied und neben Nancy Carroll in Laughter.
Den Durchbruch erlebte er mit seiner Verkörperung der Hauptrolle in Rouben Mamoulians Adaption von Dr. Jekyll und Mr. Hyde, für die er einen Oscar als bester Hauptdarsteller erhielt. In scharfem Kontrast dazu standen seine Auftritte neben Norma Shearer in Liebesleid und als verfolgter Christ in Im Zeichen des Kreuzes, Cecil B. DeMilles Regie-Comeback bei Paramount. Ernst Lubitsch gab ihm 1933 eine Rolle in Serenade zu dritt, der ihn gemeinsam mit Gary Cooper und Miriam Hopkins zeigte.
Nach einigen weniger interessanten Rollen verließ March mit Auslaufen seines Vertrags 1934 das Paramount-Studio und setzte seine Karriere erfolgreich als „free lancer“, als Schauspieler ohne feste Bindung an ein Filmstudio, fort. 1938 wurde er zum höchstbezahlten Schauspieler des Jahres mit einem Einkommen von 465.000 US-Dollar.

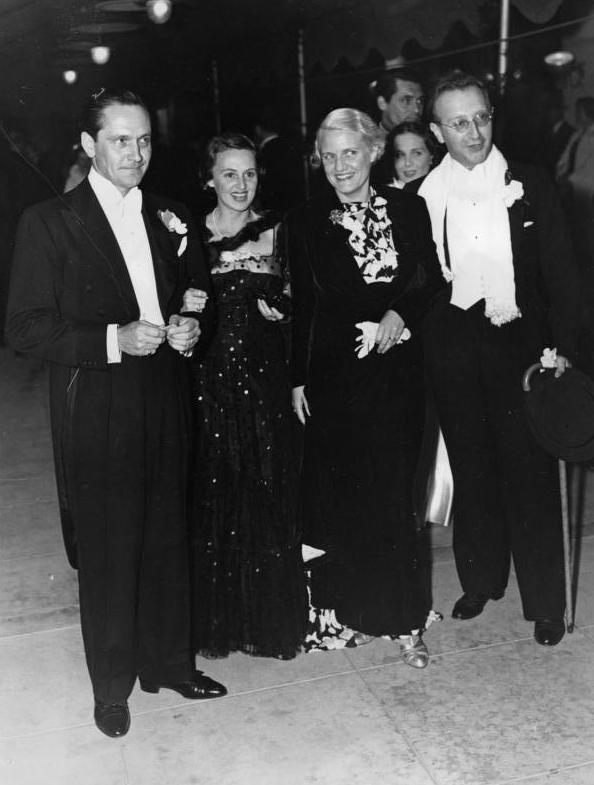
Fredric March (links) mit seiner Ehefrau Florence Eldridge sowie Helga Maria und Hubertus Prinz zu Löwenstein-Wertheim-Freudenberg bei der Filmpremiere von Ein rastloses Leben (1936)

Häufig hervorgehoben wurde von Kritikern Marchs Versalität, mit der er sowohl im komödiantischen als auch im dramatischen Fach sehr unterschiedliche Figuren verkörpern konnte. Zu seinen Erfolgen gehörten Alles liebt, alles lügt neben Constance Bennett, die Rolle des Grafen Wronski an der Seite von Greta Garbo in Anna Karenina und als James Hepburn, 4. Earl of Bothwell, dem Ehemann von Maria Stuart, in Maria von Schottland mit Katharine Hepburn. Sein Talent für Komödien zeigte er 1937 neben Carole Lombard in Denen ist nichts heilig unter der Regie von William A. Wellman, der ihn im selben Jahr auch als alkoholkranken Ex-Star in Ein Stern geht auf neben Janet Gaynor groß herausstellte. Seine Karriere ebbte in den darauffolgenden Jahren etwas ab. Ausnahmen bildeten die Komödien Susan und der liebe Gott mit Joan Crawford und besonders Meine Frau, die Hexe, bei der René Clair Regie führte und in der March als Gouverneurskandidat Wallace Wooley eine wiedergeborene Hexe, gespielt von Veronica Lake, heiratet. 1946 erhielt Fredric March für seine Rolle in Die besten Jahre unseres Lebens nach dem Roman Glory for Me von MacKinlay Kantor seinen zweiten Oscar. Eine weitere Nominierung erhielt er 1951 für seine Darstellung des Willy Loman in der Verfilmung des Stücks Tod eines Handlungsreisenden von Arthur Miller.
Seine bekanntesten Bühnenauftritte hatte er in den Uraufführungen der von George S. Kaufman und Edna Ferber geschriebenen Komödie The Royal Family und der Kriegskomödie Wir sind noch einmal davongekommen von Thornton Wilder, wo er neben Tallulah Bankhead auftrat, sowie in einer dramatisierten Fassung des Romans A Bell For Adano von John Hersey. Für Darstellung des James Tyrone in der Uraufführung von Eugene O’Neills Eines langen Tages Reise in die Nacht wurde er 1956 mit einem New York Drama Critics’ Circle Award ausgezeichnet.

### Privatleben
Von 1921 bis 1927 war March mit der Theaterschauspielerin Ellis Baker verheiratet. Noch im Jahr der Scheidung heiratete March in zweiter Ehe die Schauspielerin Florence Eldridge, dieser Bund hielt bis zu seinem Tod. Sie adoptierten zwei Kinder. March engagierte sich in den 1930er-Jahren in der Anti-Nazi-Federation zur Unterstützung von Opfern des deutschen Faschismus.
March starb im Alter von 77 Jahren an Krebs. Er wurde in New Milford, Connecticut, beigesetzt. In dem Dorf besaß March mit seiner Frau eine Ranch, auf der er sich zwischen Film- und Theaterengagements erholte. Er besitzt einen Stern auf dem Hollywood Walk of Fame.

## Filmografie (Auswahl)
- 1921: The Education of Elizabeth
- 1921: The Great Adventure
- 1929: The Wild Party
- 1929: Paris Bound
- 1930: Paramount-Parade (Paramount on Parade)
- 1930: Wiegenlied (Sarah and Son)
- 1930: The Royal Family of Broadway
- 1930: Laughter
- 1931: Dr. Jekyll und Mr. Hyde (Dr. Jekyll and Mr. Hyde)
- 1932: Merrily We Go To Hell
- 1932: Verhaftung um Mitternacht (Strangers in Love)
- 1932: Im Zeichen des Kreuzes (The Sign of the Cross)
- 1932: Liebesleid (Smilin’ Through)
- 1932: Make Me a Star
- 1933: Serenade zu dritt (Design For Living)
- 1933: The Eagle and the Hawk
- 1933: Aufruhr in Utopia (Tonight Is Ours)
- 1934: Alles liebt, alles lügt (The Affairs of Cellini)
- 1934: Die schwarze Majestät (Death Takes a Holiday)
- 1934: Der Tyrann (The Barretts of Wimpole Street)
- 1935: We Live Again
- 1935: Die Elenden (Les Misérables)
- 1935: Der Weg im Dunkel (The Dark Angel)
- 1935: Anna Karenina
- 1936: Ein rastloses Leben (Anthony Adverse)
- 1936: Maria von Schottland (Mary of Scotland)
- 1937: Ein Stern geht auf (A Star is Born)
- 1937: Denen ist nichts heilig (Nothing Sacred)
- 1938: Der Freibeuter von Louisiana (The Buccaneer)
- 1938: Millionärin auf Abwegen (There Goes My Heart)
- 1939: Trade Winds
- 1940: Victory
- 1940: Susan und der liebe Gott (Susan and God)
- 1941: So Ends Our Night
- 1941: Bedtime Story
- 1941: Mit einem Fuß im Himmel (One Foot in Heaven)
- 1942: Meine Frau, die Hexe (I Married a Witch)
- 1944: Die Abenteuer Mark Twains (The Adventures of Mark Twain)
- 1946: Die besten Jahre unseres Lebens (The Best Years of Our Lives)
- 1948: Aus dem Dunkel des Waldes (Another Part of the Forest)
- 1948: An Act of Murder
- 1949: Columbus (Christopher Columbus)
- 1951: Der Tod eines Handlungsreisenden (Death of a Salesman)
- 1953: Ein Mann auf dem Drahtseil (Man on a Tightrope)
- 1954: Die Intriganten (Executive Suite)
- 1954: Die Brücken von Toko-Ri (The Bridges of Toko-Ri)
- 1955: An einem Tag wie jeder andere (The Desperate Hour)
- 1956: Alexander der Große (Alexander the Great)
- 1956: Der Mann im grauen Flanell (The Man in the Gray Flannel Suit)
- 1959: Mitten in der Nacht (Middle of the Night)
- 1960: Wer den Wind sät (Inherit the Wind)
- 1961: Chefarzt Dr. Pearson (The Young Doctors)
- 1962: Die Eingeschlossenen (I sequestrati di Altona)
- 1963: Sieben Tage im Mai (Seven Days in May)
- 1967: Man nannte ihn Hombre (Hombre)
- 1970: …tick… tick… tick… (…tick… tick… tick…)
- 1973: The Iceman Cometh

## Auszeichnungen

### Oscar/Bester Hauptdarsteller
- Oscarverleihung 1931: Nominierung für The Royal Family of Broadway
- Oscarverleihung 1932: Auszeichnung für Dr. Jekyll und Mr. Hyde
- Oscarverleihung 1938: Nominierung für Ein Stern geht auf
- Oscarverleihung 1947: Auszeichnung für Die besten Jahre unseres Lebens
- Oscarverleihung 1952: Nominierung für Der Tod eines Handlungsreisenden

Bei der Oscarverleihung 1932 wurde neben March auch Wallace Beery in derselben Kategorie ausgezeichnet. March soll eine Stimme mehr erhalten haben, allerdings besagten die Regeln der Academy damals, dass bei einer Differenz von bis zu drei Stimmen beide Nominierte einen Preis erhalten sollen. Heute käme es nur noch bei exakter Stimmengleichheit zu mehreren Auszeichnungen.

### Golden Globe Award
- 1951: Nominierung als Bester Schauspieler für Tod eines Handlungsreisenden

### BAFTA
- 1951: Nominierung als bester ausländischer Schauspieler für Tod eines Handlungsreisenden